# Antoine Poidebard
Antoine Poidebard est un archéologue, prospecteur aérien et missionnaire jésuite français, né le 11 octobre 1878 dans le 2e arrondissement de Lyon et mort le 17 janvier 1955 à Beyrouth.

## Biographie
En 1924, Antoine Poidebard est nommé par les jésuites à l'université Saint-Joseph de Beyrouth où il participe notamment au secours des Arméniens réfugiés ayant fui au Liban le génocide. Une fois à ce poste, il reçoit de la Société de géographie grâce à ses compétences de capitaine observateur de réserve au 39e régiment d'aviation, commandé par le lieutenant-colonel Frédéric Ruby (1883-1970), la mission de rechercher les points d'eau et les canalisations perdues de Haute-Syrie. Antoine Poidebard a donc survolé au cours de plusieurs missions l'Arménie et le Proche-Orient.

## L'archéologue
En 1925, lors de ses vols dans le désert syrien, Antoine Poidebard découvre d'infimes reliefs grâce aux ombres portées au sol par la lumière rasante du soir qui révèlent des structures géométriques. À partir de cette constatation, il devint l'un des premiers prospecteurs aériens connus en cartographiant tout le tracé du limes romain à l'aide des moyens techniques de l'Armée de l'air, initiant ainsi l'archéologie aérienne.
Le prospecteur aérien Raymond Chevallier identifie deux périodes d'étude dans les travaux d'Antoine Poidebard : 
- une première, de 1925 à 1932, durant laquelle les recherches de Poidebard ont fixé le tracé du limes impérial de Bosra à Palmyre et au Tigre ;
- une seconde, de 1932 à 1942, qui a permis de préciser l'organisation romaine des arrières de l'Euphrate et de l'Oronte.

Le bilan de son travail s'établit à 550 heures de vol réparties en 250 missions au cours desquelles furent pris des milliers de clichés sur une zone de 1 000 kilomètres sur 300 kilomètres.
En 1937, il réalise des missions de prospection aérienne en Algérie et en Tunisie et, en 1948, sur le port antique de Carthage.
En 1948 , malgré son âge déjà avancé , il supervises fouilles (infructueuses) destinées à retrouver le troisième et hypothétique port de commerce de Carthage, mais surtout l'exploration complète (couronnée de succès ) de l'épave de Madhia un navire romain chargé de colonnes de temple et de statues. Déjà sommairement explorée avant guerre par Alfred Merlin, cette épave est accessible avec les nouvelles techniques de plongée autonome . Poidebard embarque donc à bord de l'aviso scientifique Elie Monnier commandé par Philippe Taillez et dont l'équipe de plongeurs est dirigée par Jacques Yves Cousteau . Cette expédition , malgré une technique encore rudimentaire (faute de montres étanches, un fusilier marin tire un coup de fusil à chaque minute  depuis le bateau  pour cadencer les paliers de décompression , ce que Cousteau dans ses mémoires baptisera facétieusement ""L'horloge pétante") est un plein succès et permet de remonter la quasi totalité de la cargaison,exposée depuis au Musée du Bardo

## Publications
- Carnet de route d'un aumônier de cavalerie. d'Arménie au front français, mai 1914-décembre 1917, Paris, Payot, 1919.
- « La trace de Rome dans le désert de Syrie. Le limes de Trajan à la conquête arabe. Recherches aériennes (1925-1932) », Bibliothèque archéologique et historique du Service des Antiquités de Syrie, tome XVIII, Paris, Geuthner, 1934.
- « Un grand port disparu : Tyr. Recherches aériennes et sous-marines 1934-1936 », Bibliothèque archéologique et historique du Service des Antiquités en Syrie et au Liban, tome XXIX, Paris, Geuthner, 1939.
- (avec René Mouterde), « Le Limes de Chalcis. Organisation de la steppe en Haute Syrie romaine », Bibliothèque archéologique et historique, tome XXXVIII, Paris, Geuthner, 1945.